# رابح العنزي
رابح العنزي (1981-) ضابط مخابرات منشق ومعارض سعودي، و عسكري سابق برتبة عقيد في المديرية العامة للأمن العام السعودية ، كان مدير لإدارة دوريات الأمن بمنطقة الحدود الشمالية قبل إعلان إنشقاقه عن الحكومة السعودية ، عُرف بانتقادة الصريح لسياسة المملكة العربية السعودية الحالية، وخاصة ولي العهد محمد بن سلمان. يقيم العنزي حاليا في المملكة المتحدة.

## النشأة والمهنية
شغل العنزي منصبًا رفيعًا في جهاز الأمن السعودي لمدة عقدين من الزمن. ويدعي أنه تلقى خلال فترة خدمته أمرًا بارتكاب انتهاكات لحقوق الإنسان.

## الانشقاق واللجوء
أعلن العنزي انشقاقه رسميا عن المديرية العامة للأمن العام و عن الحكومة في السعودية. وطلب اللجوء في المملكة المتحدة بعد أن ادعى أنه تلقى أوامر بارتكاب انتهاكات لحقوق الإنسان. بعد إعلان انشقاقه، أصبح رابح العنزي نشطًا على وسائل التواصل الاجتماعي.

## التهديدات في بريطانيا
وفقًا لصحيفة الغارديان البريطانية، تلقى العنزي منذ انشقاقه تهديدات عديدة بالقتل، بمعدل 50 تهديدًا أسبوعيًا. وأفادت التقارير أن الديوان الملكي السعودي رصد مكافأة قدرها 250 ألف دولار (200 ألف جنيه إسترليني) لمن يدلي بمعلومات تؤدي إلى القبض عليه، ولذلك نصحته الشرطة البريطانية باتباع نمط حياة إدوارد سنودن، عميل الاستخبارات الأمريكية السابق المختبئ حاليًا في روسيا. يخشى العقيد رابح العنزي على حياته ويعيش الآن مختبئًا.

## مشاركاته الإعلامية في أوروبا
في مقابلة مع قناة ZDF (التلفزيون الألماني الثاني)، تحدث العقيد رابح عن أمرٍ نُفذ في عام 2020، صدر أمر قتل من محمد بن سلمان نفسه. نصّ الأمر على قتل أي شخص يقترب من الحدود السعودية لأنه يُعتبر إرهابيًا ويجب تحييده على الفور. ظهر العقيد رابح العنزي على قناة itv البريطانية في فيلم (المملكة المكشوفة: داخل المملكة العربية السعودية) وأكد أنه تلقى أمرًا باستخدام القوة المميتة ضد أي مقاومة من قبيلة الحويطات. ومع ذلك، تظاهر بالمرض الشديد واعتذر عن تنفيذ المهمة خوفًا من التورط في انتهاكات حقوق الإنسان. على الرغم من ذلك، استمرت المهمة وانتهت بمقتل عبد الرحيم الحويطي، الذي رفض إخلاء منزله لمشروع نيوم لاين. علاوة على ذلك، ظهر العقيد رابح في الفيلم الوثائقي "مستقبل المملكة العربية السعودية مع محمد بن سلمان"، الذي عُرض على قناة فرانس 5، والذي سلط الضوء أيضًا على بعض انتهاكات حقوق الإنسان في المملكة العربية السعودية.

## أنظر أيضا
- عبد الرحيم الحويطي